# Ciężkowice (Petite-Pologne)
Pour les articles homonymes, voir Ciężkowice.
Ciężkowice (prononcé en polonais : /t͡ɕɛ̃ʂkɔˈvʲit͡sɛ/) est une ville située dans le Sud de la Pologne en voïvodie de Petite-Pologne

## Histoire
Les premières informations sur Ciezkowice se trouvent dans un document daté des années 1123-1125. Dans ce document, Gilles de Paris, l'évêque de Tusculum et, en même temps, légat (de Pologne et Hongrie) du pape Calixte II, cite le nom de Cecouici et le confirme comme le domaine de l'Abbaye de Tyniec. En 1125 le village se trouve donc sur la carte de la Pologne. On suppose que Ciezkowice existait déjà en XIe siècle et faisait le centre économique du domaine de l'abbaye au long de la rivière Biała (en) (Blanche).
En 1348 à Wawel, le roi Casimir le Grand signe le privilège de la formation de ville, attribuant à Ciezkowice le statut de la Ville Royale. L'époque du Moyen Âge marque l'essor de la ville. Au XVIIe siècle Ciezkowice subit des incendies, des épidémies de la peste et du choléra. Le siècle suivant se termine sous occupation autrichienne.
À la charnière des siècles XIXe et XXe siècle Ignacy Jan Paderewski arrive à Kąśna Dolna, et fonde le manoir. Le domaine contribue au progrès de la commune.
Au cours de la première Guerre mondiale le front passe par le territoire de la commune et pendant la seconde Guerre mondiale les mouvements de résistance sont actifs. Les monuments de mémoire, qu'on peut trouver dans les alentours de Ciezkowice témoignent des victimes et du sacrifice des hommes qui ont lutté contre l'ennemi.
Entre les deux guerres Ciezkowice est privé des droits de la ville. Elle les récupère le 28 février 1998.